# Temporada 2021 del Campeonato del Mundo de Moto3
La temporada 2021 del Campeonato del Mundo de Moto3 fue la 10.ª edición de este campeonato creado en 2012. Este campeonato fue parte de la 73.ª edición del Campeonato del Mundo de Motociclismo.

## Calendario
El 6 de noviembre de 2020, la FIM hizo pública la propuesta de calendario para 2021, que modificó el 22 de enero de 2021.
| Ronda                                             | Gran Premio                                               | Circuito                                                | Fecha                                              |
| ------------------------------------------------- | --------------------------------------------------------- | ------------------------------------------------------- | -------------------------------------------------- |
| 1                                                 | Gran Premio de Catar de Motociclismo                      | Circuito Internacional de Losail, Lusail                | 28 de marzo                                        |
| 2                                                 | Tissot Grand Prix of Doha                                 | Circuito Internacional de Losail, Lusail                | 4 de abril                                         |
| 3                                                 | Grande Prémio 888 de Portugal                             | Autódromo Internacional do Algarve, Portimão            | 18 de abril                                        |
| 4                                                 | Gran Premio Red Bull de España                            | Circuito de Jerez, Jerez de la Frontera                 | 2 de mayo                                          |
| 5                                                 | Shark Grand Prix de France                                | Circuito de Bugatti, Le Mans                            | 16 de mayo                                         |
| 6                                                 | Gran Premio d'Italia Oakley                               | Autódromo Internacional del Mugello, Scarperia          | 30 de mayo                                         |
| 7                                                 | Gran Premi Monster Energy de Cataluña                     | Circuito de Barcelona-Cataluña, Montmeló                | 6 de junio                                         |
| 8                                                 | Liqui Moly Motorrad Grand Prix Deutschland                | Sachsenring, Hohenstein-Ernstthal                       | 20 de junio                                        |
| 9                                                 | Motul TT Assen                                            | Circuito de Assen, Assen                                | 27 de junio                                        |
| 10                                                | Michelin® Grand Prix of Styria                            | Red Bull Ring, Spielberg                                | 8 de agosto                                        |
| 11                                                | Bitci Motorrad Grand Prix von Österreich                  | Red Bull Ring, Spielberg                                | 15 de agosto                                       |
| 12                                                | Monster Energy British Grand Prix                         | Circuito de Silverstone, Silverstone                    | 29 de agosto                                       |
| 13                                                | Gran Premio Tissot de Aragón                              | MotorLand Aragón, Alcañiz                               | 12 de septiembre                                   |
| 14                                                | Gran Premio Octo di San Marino e della Riviera di Rimini  | Misano World Circuit Marco Simoncelli, Misano Adriatico | 19 de septiembre                                   |
| 15                                                | Red Bull Grand Prix of The Americas                       | Circuito de las Américas, Austin, Texas                 | 3 de octubre                                       |
| 16                                                | Gran Premio Nolan del Made in Italy e dell'Emilia-Romagna | Misano World Circuit Marco Simoncelli, Misano Adriatico | 24 de octubre                                      |
| 17                                                | Grande Prémio do Algarve                                  | Autódromo Internacional do Algarve, Portimão            | 7 de noviembre                                     |
| 18                                                | Gran Premio Motul de la Comunitat Valenciana              | Circuito Ricardo Tormo, Valencia                        | 14 de noviembre                                    |
| Grandes Premios de reserva                        |                                                           |                                                         |                                                    |
| 1                                                 | Gran Premio de Indonesia                                  | Circuito Urbano Internacional de Mandalika, Lombok      | Circuito Urbano Internacional de Mandalika, Lombok |
| Grandes Premios cancelados                        |                                                           |                                                         |                                                    |
| -                                                 | Gran Premio de la República Argentina                     | Autódromo Termas de Río Hondo, Santiago del Estero      | 11 de abril                                        |
| -                                                 | Michelin® Grand Prix of Finland                           | KymiRing, Kymenlaakso                                   | 11 de julio                                        |
| -                                                 | Motul Grand Prix of Japan                                 | Twin Ring Motegi, Motegi                                | 3 de octubre                                       |
| -                                                 | OR Thailand Grand Prix                                    | Circuito Internacional de Chang, Buriram                | 17 de octubre                                      |
| -                                                 | Red Bull Australian Motorcycle Grand Prix                 | Circuito de Phillip Island, Phillip Island              | 24 de octubre                                      |
| -                                                 | Malaysia Motorcycle Grand Prix                            | Circuito Internacional de Sepang, Selangor              | 24 de octubre                                      |
| Notas: Actualizado a 22 de enero de 2021 1. 2. 3. |                                                           |                                                         |                                                    |

### Cambios en el calendario
- Se vuelve al formato de calendario habitual tras los cambios realizados en 2020 como consecuencia de la pandemia de COVID-19. Desaparecen del calendario, por ello, los Grandes Premios de Andalucía, Estiria, la Emilia Romaña, Teruel y Europa.
- Desaparece el Gran Premio de la República Checa, disputado en el Autódromo de Brno y presente en el calendario desde la temporada 1993.[9][10]
- El Gran Premio de Finlandia, que estaba previsto que volviese en la temporada 2020, hace finalmente su primera aparición desde 1982 en el nuevo circuito Kymi Ring.
- Desaparece el conocido como "triplete asiático" en octubre, adelantando el Gran Premio de Japón a principios de octubre y celebrándose antes del Gran Premio de Tailandia.
- Se aplazan los Grandes Premios de Argentina y las Américas debido a la pandemia del COVID-19 siendo sustituidas por un segundo Gran Premio en Catar y otro en el circuito de Portimão.[11][12]
- Se cancela el Gran Premio de Finlandia debido a la pandemia de COVID-19 y a las complicaciones para viajar a Finlandia. Su lugar en el calendario es ocupado por el Gran Premio de Estiria, prueba que debutó en el campeonato la temporada pasada para suplir a los grandes premios que fueron cancelados por la pandemia de COVID-19.[13]
- Se cancela el Gran Premio de Japón debido a las restricciones de viaje del páis nipón, su lugar en el calendario es ocupado por el Gran Premio de las Américas.[14][15][16]
- Se cancela el Gran Premio de Australia debido a las complicaciones de mantener la burbuja anti-COVID-19 en el extranjero, siendo sustituida por un segundo gran premio en Portugal, el Grande Prémio do Algarve.[17]
- Se cancela el Gran Premio de Tailandia debido a las resricciones de viaje presentes en el país asiático.[18]
- El Gran Premio de Malasia fue cancelado debido a la Pandemia de Covid-19 y a las complicaciones de viaje y restricciones logísticas. Su lugar en el calendario fue ocupado por una segunda ronda en Misano.[19]

## Equipos y pilotos
| Equipo | Constructor | Moto              | N.º | Piloto             | Rondas      |
| --- | ----------- | ----------------- | --- | ------------------ | ----------- |
| Indonesian Racing Team Gresini Moto3 | Honda       | Honda NSF250RW    | 2   | Gabriel Rodrigo    | 1-14, 17    |
| Indonesian Racing Team Gresini Moto3 | Honda       | Honda NSF250RW    | 52  | Jeremy Alcoba      | Todas       |
| Indonesian Racing Team Gresini Moto3 | Honda       | Honda NSF250RW    | 95  | José Antonio Rueda | 18          |
| Leopard Racing | Honda       | Honda NSF250RW    | 7   | Dennis Foggia      | Todas       |
| Leopard Racing | Honda       | Honda NSF250RW    | 43  | Xavier Artigas     | 1-10, 12-18 |
| Petronas Sprinta Racing | Honda       | Honda NSF250RW    | 17  | John McPhee        | 1-12, 14-18 |
| Petronas Sprinta Racing | Honda       | Honda NSF250RW    | 40  | Darryn Binder      | Todas       |
| Petronas Sprinta Racing | Honda       | Honda NSF250RW    | 63  | Syarifuddin Azman  | 13          |
| Rivacold Snipers Team | Honda       | Honda NSF250RW    | 12  | Filip Salač        | 1-8         |
| Rivacold Snipers Team | Honda       | Honda NSF250RW    | 16  | Andrea Migno       | Todas       |
| Rivacold Snipers Team | Honda       | Honda NSF250RW    | 38  | David Salvador     | 10-11       |
| Rivacold Snipers Team | Honda       | Honda NSF250RW    | 67  | Alberto Surra      | 9, 12-18    |
| Honda Team Asia | Honda       | Honda NSF250RW    | 19  | Andi Farid Izdihar | 1-11, 13-18 |
| Honda Team Asia | Honda       | Honda NSF250RW    | 32  | Takuma Matsuyama   | 5, 7, 9     |
| Honda Team Asia | Honda       | Honda NSF250RW    | 32  | Takuma Matsuyama   | 6           |
| Honda Team Asia | Honda       | Honda NSF250RW    | 64  | Mario Aji          | 16          |
| Honda Team Asia | Honda       | Honda NSF250RW    | 92  | Yuki Kunii         | 1-5, 7-18   |
| SIC58 Squadra Corse | Honda       | Honda NSF250RW    | 20  | Lorenzo Fellon     | Todas       |
| SIC58 Squadra Corse | Honda       | Honda NSF250RW    | 24  | Tatsuki Suzuki     | Todas       |
| Sterilgarda Max Racing Team | Husqvarna   | Husqvarna FR250GP | 31  | Adrián Fernández   | Todas       |
| Sterilgarda Max Racing Team | Husqvarna   | Husqvarna FR250GP | 55  | Romano Fenati      | Todas       |
| GasGas Gaviota Aspar GasGas Valresa Aspar Team Solunion GasGas Aspar Team Gaviota GasGas Aspar Team Santander Consumer GasGas Aspar Team Valresa GasGas Aspar Team MuchoNeumatico GasGas Aspar Team | GasGas      | GasGas RC250GP    | 11  | Sergio García      | 1-15, 17-18 |
| GasGas Gaviota Aspar GasGas Valresa Aspar Team Solunion GasGas Aspar Team Gaviota GasGas Aspar Team Santander Consumer GasGas Aspar Team Valresa GasGas Aspar Team MuchoNeumatico GasGas Aspar Team | GasGas      | GasGas RC250GP    | 28  | Izan Guevara       | Todas       |
| GasGas Gaviota Aspar GasGas Valresa Aspar Team Solunion GasGas Aspar Team Gaviota GasGas Aspar Team Santander Consumer GasGas Aspar Team Valresa GasGas Aspar Team MuchoNeumatico GasGas Aspar Team | GasGas      | GasGas RC250GP    | 80  | David Alonso       | 16          |
| CarXpert Prüstel GP | KTM         | KTM RC250GP       | 6   | Ryusei Yamanaka    | Todas       |
| CarXpert Prüstel GP | KTM         | KTM RC250GP       | 12  | Filip Salač        | 10-18       |
| CarXpert Prüstel GP | KTM         | KTM RC250GP       | 50  | Jason Dupasquier   | 1-6         |
| CIP Green Power | KTM         | KTM RC250GP       | 27  | Kaito Toba         | Todas       |
| CIP Green Power | KTM         | KTM RC250GP       | 66  | Joel Kelso         | 8-9, 17-18  |
| CIP Green Power | KTM         | KTM RC250GP       | 73  | Maximilian Kofler  | 1-6, 10-16  |
| CIP Green Power | KTM         | KTM RC250GP       | 96  | Daniel Holgado     | 7           |
| Avintia Esponsorama Moto3 Avintia VR46 | KTM         | KTM RC250GP       | 22  | Elia Bartolini     | 7-9, 11     |
| Avintia Esponsorama Moto3 Avintia VR46 | KTM         | KTM RC250GP       | 23  | Niccolò Antonelli  | 1-10, 12-18 |
| Avintia Esponsorama Moto3 Avintia VR46 | KTM         | KTM RC250GP       | 99  | Carlos Tatay       | 1-6, 10-18  |
| Red Bull KTM Ajo | KTM         | KTM RC250GP       | 5   | Jaume Masiá        | Todas       |
| Red Bull KTM Ajo | KTM         | KTM RC250GP       | 37  | Pedro Acosta       | Todas       |
| Red Bull KTM Tech 3 | KTM         | KTM RC250GP       | 53  | Deniz Öncü         | 1-15, 18    |
| Red Bull KTM Tech 3 | KTM         | KTM RC250GP       | 71  | Ayumu Sasaki       | 1-7, 10-18  |
| Red Bull KTM Tech 3 | KTM         | KTM RC250GP       | 96  | Daniel Holgado     | 16-17       |
| BOE Owlride | KTM         | KTM RC250GP       | 54  | Riccardo Rossi     | Todas       |
| BOE Owlride | KTM         | KTM RC250GP       | 82  | Stefano Nepa       | Todas       |
| Team Bardahl VR46 Riders Academy | KTM         | KTM RC250GP       | 18  | Matteo Bertelle    | 14          |
| Team Bardahl VR46 Riders Academy | KTM         | KTM RC250GP       | 22  | Elia Bartolini     | 6, 14       |
| Team Bardahl VR46 Riders Academy | KTM         | KTM RC250GP       | 67  | Alberto Surra      | 6           |
| Fuente: |             |                   |     |                    |             |

| Leyenda             | Leyenda |
| ------------------- | ------- |
| Piloto titular      |         |
| Piloto invitado     |         |
| Piloto de reemplazo |         |

- Todos los equipos utilizan neumáticos Dunlop.

### Cambios de equipos
- Después de nueve temporadas en la categoría el Estrella Galicia 0,0 deja el campeonato para centrarse en su estructura del FIM CEV Moto3 Junior World Championship.[54]
- Después de siete temporadas en la categoría, el Sky Racing Team VR46 deja el campeonato debido a la falta de presupuesto al tener un equipo de Moto2 y apoyar la llegada de Luca Marini a MotoGP.[55]
- El Esponsorama Racing Moto3 se expande y contara en esta temporada con dos KTM.
- Gas Gas compañía propiedad de KTM hará su debut en el Campeonato del Mundo de Motociclismo como constructor de la mano del Aspar Team Moto3.[56][57]

### Cambios de pilotos
- Kaito Toba deja el Red Bull KTM Ajo para fichar por el CIP Green Power.
- Izan Guevara actual campeón del FIM CEV Moto3 Junior World Championship hará su debut en Moto3 con el Aspar Team Moto3.
- Sergio García sin equipo ante la retirada del Estrella Galicia 0,0 fichó por el Aspar Team Moto3.
- Después de dos temporadas con el CIP Green Power, Darryn Binder deja el equipo para fichar por el Petronas Sprinta Racing.
- Ryusei Yamanaka sin equipo ante la retirada del Estrella Galicia 0,0 fichó por el CarXpert Prüstel GP.
- Pedro Acosta, campeón 2020 de la Red Bull MotoGP Rookies Cup, hará su debut en Moto3 con el Red Bull KTM Ajo.
- Después de tres temporadas con el SIC58 Squadra Corse, Niccolò Antonelli deja el equipo para fichar por el Esponsorama Racing Moto3.
- Andrea Migno sin equipo ante la retirada del SKY Racing Team VR46 fichó por el Snipers Team.
- Después de solo una temporada en el Leopard Racing, Jaume Masiá dejó el equipo para fichar por el Red Bull KTM Ajo.
- Xavier Artigas hará su debut como piloto titular con el Leopard Racing. Artigas corrió previamente con el equipo júnior del Leopard, el Leopard Impala Junior Team en el Gran Premio de la Comunidad Valenciana de 2019 en donde terminó en la tercera posición.
- Stefano Nepa sin lugar en el Aspar Team Moto3, fichó por el BOE Skull Rider.
- Después de correr la temporada 2020 del Campeonato del Mundo de Moto2, Andi Farid Izdihar descendió a Moto3 con el Honda Team Asia, mismó equipo con el que corrió en 2020 en Moto2.
- Lorenzo Fellon hará su debut en Moto3 corriendo para el SIC58 Squadra Corse.
- Adrián Fernández hará su debut en Moto3 corriendo para el Sterilgarda Max Racing Team tomandó el lugar de Alonso López, sin lugar en el equipo por motivos económicos.

## Resultados

### Resultados por Gran Premio
| Ronda | Gran Premio                                         | Pole position     | Vuelta rápida   | Piloto ganador | Equipo ganador              | Constructor ganador |
| ----- | --------------------------------------------------- | ----------------- | --------------- | -------------- | --------------------------- | ------------------- |
| 1     | Gran Premio de Catar                                | Darryn Binder     | Xavier Artigas  | Jaume Masiá    | Red Bull KTM Ajo            | KTM                 |
| 2     | Gran Premio de Doha                                 | Jaume Masiá       | Stefano Nepa    | Pedro Acosta   | Red Bull KTM Ajo            | KTM                 |
| 3     | Gran Premio de Portugal                             | Andrea Migno      | Gabriel Rodrigo | Pedro Acosta   | Red Bull KTM Ajo            | KTM                 |
| 4     | Gran Premio de España                               | Tatsuki Suzuki    | Izan Guevara    | Pedro Acosta   | Red Bull KTM Ajo            | KTM                 |
| 5     | Gran Premio de Francia                              | Andrea Migno      | Riccardo Rossi  | Sergio García  | Gaviota GASGAS Aspar Team   | Gas Gas             |
| 6     | Gran Premio de Italia                               | Tatsuki Suzuki    | Sergio García   | Dennis Foggia  | Leopard Racing              | Honda               |
| 7     | Gran Premio de Cataluña                             | Gabriel Rodrigo   | Darryn Binder   | Sergio García  | Solunion GASGAS Aspar Team  | Gas Gas             |
| 8     | Gran Premio de Alemania                             | Filip Salač       | Jaume Masiá     | Pedro Acosta   | Red Bull KTM Ajo            | KTM                 |
| 9     | Gran Premio de los Países Bajos                     | Jeremy Alcoba     | Pedro Acosta    | Dennis Foggia  | Leopard Racing              | Honda               |
| 10    | Gran Premio de Estiria                              | Deniz Öncü        | Darryn Binder   | Pedro Acosta   | Red Bull KTM Ajo            | KTM                 |
| 11    | Gran Premio de Austria                              | Romano Fenati     | Izan Guevara    | Sergio García  | Santander Consumer GasGas   | Gas Gas             |
| 12    | Gran Premio de Gran Bretaña                         | Romano Fenati     | Izan Guevara    | Romano Fenati  | Sterilgarda Max Racing Team | Husqvarna           |
| 13    | Gran Premio de Aragón                               | Darryn Binder     | Izan Guevara    | Dennis Foggia  | Leopard Racing              | Honda               |
| 14    | Gran Premio de San Marino                           | Romano Fenati     | Romano Fenati   | Dennis Foggia  | Leopard Racing              | Honda               |
| 15    | Gran Premio de las Américas                         | Jaume Masiá       | Tatsuki Suzuki  | Izan Guevara   | Solunion GASGAS Aspar Team  | Gas Gas             |
| 16    | Gran Premio del Made in Italy e dell'Emilia-Romagna | Niccolò Antonelli | Andrea Migno    | Dennis Foggia  | Leopard Racing              | Honda               |
| 17    | Gran Premio de Algarve                              | Sergio García     | Jaume Masiá     | Pedro Acosta   | Red Bull KTM Ajo            | KTM                 |
| 18    | Gran Premio de la Comunidad Valenciana              | Pedro Acosta      | Xavier Artigas  | Xavier Artigas | Leopard Racing              | Honda               |

### Campeonato de pilotos
Sistema de puntuación
Los puntos se reparten entre los quince primeros clasificados en acabar la carrera. 
Sistema de puntuación de 1993 hasta 2022:
| Posición | 1.º | 2.º | 3.º | 4.º | 5.º | 6.º | 7.º | 8.º | 9.º | 10.º | 11.º | 12.º | 13.º | 14.º | 15.º |
| Puntos   | 25  | 20  | 16  | 13  | 11  | 10  | 9   | 8   | 7   | 6    | 5    | 4    | 3    | 2    | 1    |

| Pos. | Piloto             | Moto      | QAT | DOH | POR | ESP | FRA | ITA | CAT | GER | NED | EST | AUT | GBR | ARA | SMR | AME | ERO | ALG | VAL | Ptos. |
| ---- | ------------------ | --------- | --- | --- | --- | --- | --- | --- | --- | --- | --- | --- | --- | --- | --- | --- | --- | --- | --- | --- | ----- |
| 1    | Pedro Acosta       | KTM       | 2   | 1   | 1   | 1   | 8   | 8   | 7   | 1   | 4   | 1   | 4   | 11  | Ret | 7   | 8   | 3   | 1   | Ret | 259   |
| 2    | Dennis Foggia      | Honda     | Ret | 17  | 2   | Ret | 18  | 1   | Ret | 3   | 1   | 22  | 3   | 3   | 1   | 1   | 2   | 1   | Ret | 13  | 216   |
| 3    | Sergio García      | Gas Gas   | 4   | 23  | 8   | 13  | 1   | 9   | 1   | 7   | 2   | 2   | 1   | 16  | 18  | 4   | DNS |     | Ret | 2   | 188   |
| 4    | Jaume Masiá        | KTM       | 1   | 9   | 9   | 21  | Ret | 2   | 4   | Ret | 20  | 4   | 6   | 6   | 10  | 5   | 4   | 2   | 19  | 3   | 171   |
| 5    | Romano Fenati      | Husqvarna | 11  | 10  | 7   | 2   | 10  | 6   | 11  | 13  | 3   | 3   | 5   | 1   | 14  | Ret | 12  | 7   | 7   | 12  | 160   |
| 6    | Niccolò Antonelli  | KTM       | 6   | 3   | 6   | 8   | Ret | 13  | 8   | 6   | 14  | DNS |     | 2   | 5   | 2   | 15  | 6   | 3   | 9   | 152   |
| 7    | Darryn Binder      | Honda     | 3   | 2   | 20  | 22  | 20  | 5   | '5  | 14  | 7   | 6   | 9   | 7   | 7   | 6   | 7   | 4   | DSQ | Ret | 136   |
| 8    | Izan Guevara       | Gas Gas   | 7   | 6   | 24  | 11  | 14  | 17  | Ret | 10  | 12  | 14  | 8   | 4   | 4   | 12  | 1   | 12  | 5   | 7   | 125   |
| 9    | Ayumu Sasaki       | KTM       | Ret | 7   | 4   | 5   | 5   | 4   | Ret |     |     | 5   | Ret | 13  | 3   | 10  | 13  | 8   | 6   | 10  | 120   |
| 10   | Andrea Migno       | Honda     | Ret | 4   | 3   | 4   | 11  | Ret | Ret | 5   | Ret | 17  | Ret | Ret | 6   | 3   | 10  | Ret | 2   | 18  | 110   |
| 11   | Deniz Öncü         | KTM       | 20  | 18  | 15  | 20  | 9   | Ret | 3   | 16  | 15  | 21  | 2   | 8   | 2   | 21  | 5   |     |     | 5   | 95    |
| 12   | Jeremy Alcoba      | Honda     | Ret | Ret | 14  | 3   | 22  | 15  | 2   | 4   | 10  | 18  | 14  | 21  | Ret | 16  | 6   | 14  | 4   | 15  | 86    |
| 13   | John McPhee        | Honda     | Ret | Ret | 23  | Ret | 4   | 7   | Ret | 11  | 6   | 13  | 7   | 12  |     | 13  | 3   | Ret | Ret | 11  | 77    |
| 14   | Tatsuki Suzuki     | Honda     | 8   | 12  | Ret | Ret | Ret | 10  | Ret | 8   | 5   | 15  | 11  | 5   | 9   | 15  | 9   | Ret | 9   | Ret | 76    |
| 15   | Xavier Artigas     | Honda     | Ret | Ret | Ret | 9   | 7   | 16  | Ret | 9   | 9   | DNS |     | 18  | Ret | Ret | 14  | 9   | 8   | 1   | 72    |
| 16   | Filip Salač        | Honda     | 13  | Ret | 13  | 12  | 2   | 11  | Ret | Ret |     |     |     |     |     |     |     |     |     |     | 71    |
| 16   | Filip Salač        | KTM       |     |     |     |     |     |     |     |     |     | 11  | 12  | 14  | Ret | Ret | Ret | 10  | 10  | 4   | 71    |
| 17   | Kaito Toba         | KTM       | 9   | 5   | NC  | 16  | 21  | 12  | 9   | 2   | 13  | 12  | 10  | Ret | 16  | 14  | 23  | 17  | NC  | 17  | 64    |
| 18   | Stefano Nepa       | KTM       | 18  | 16  | 11  | 15  | 17  | 14  | 10  | Ret | 11  | 19  | 13  | 17  | 8   | 9   | 11  | 5   | 16  | 6   | 63    |
| 19   | Gabriel Rodrigo    | Honda     | 5   | 13  | 5   | Ret | Ret | 3   | 6   | Ret | 8   | 20  | 20  | 15  | Ret | DNS |     |     | DNS |     | 60    |
| 20   | Ryusei Yamanaka    | KTM       | 14  | 8   | 10  | 10  | 12  | DNS | 14  | 18  | 17  | 7   | DNS | 23  | 11  | 17  | 22  | 11  | 21  | 19  | 47    |
| 21   | Carlos Tatay       | KTM       | 12  | 21  | 17  | 6   | Ret | Ret |     |     |     | DNS | 16  | 10  | Ret | 8   | 18  | Ret | 12  | 8   | 40    |
| 22   | Adrián Fernández   | Husqvarna | 17  | Ret | Ret | 24  | 6   | Ret | Ret | Ret | Ret | 10  | Ret | 19  | 12  | 20  | 21  | 13  | 11  | 14  | 30    |
| 23   | Riccardo Rossi     | KTM       | Ret | 19  | 19  | 17  | 3   | 18  | DNS | Ret | 18  | 23  | 19  | 9   | 15  | 11  | 20  | Ret | 18  | 16  | 29    |
| 24   | Jason Dupasquier†  | KTM       | 10  | 11  | 12  | 7   | 13  | DNS |     |     |     |     |     |     |     |     |     |     |     |     | 27    |
| 25   | Yuki Kunii         | Honda     | 16  | 15  | 16  | 14  | DNS |     | 12  | Ret | 23  | 8   | 18  | 24  | 17  | EX  | 25  | Ret | 20  | Ret | 15    |
| 26   | Maximilian Kofler  | KTM       | 15  | 14  | 21  | 19  | 16  | Ret |     |     |     | 9   | 22  | 25  | 19  | 22  | 17  | 18  |     |     | 10    |
| 27   | Elia Bartolini     | KTM       |     |     |     |     |     | 20  | 13  | 12  | 16  |     | 23  |     |     | Ret |     |     |     |     | 7     |
| 28   | Daniel Holgado     | KTM       |     |     |     |     |     |     | 15  |     |     |     |     |     |     |     |     | 20  | 13  |     | 4     |
| 29   | Andi Farid Izdihar | Honda     | 21  | 22  | 18  | 18  | 15  | 21  | 17  | 15  | 24  | Ret | 15  |     | 20  | 24  | 24  | 15  | 22  | DNS | 4     |
| 30   | Syarifuddin Azman  | Honda     |     |     |     |     |     |     |     |     |     |     |     |     | 13  |     |     |     |     |     | 3     |
| 31   | Joel Kelso         | KTM       |     |     |     |     |     |     |     | 17  | 22  |     |     |     |     |     |     |     | 14  | Ret | 2     |
| 32   | Alberto Surra      | KTM       |     |     |     |     |     | Ret |     |     |     |     |     |     |     |     |     |     |     |     | 1     |
| 32   | Alberto Surra      | Honda     |     |     |     |     |     |     |     |     | 19  |     |     | 20  | 21  | 23  | 19  | 16  | 15  | Ret | 1     |
| 33   | Lorenzo Fellon     | Honda     | 19  | 20  | 22  | 23  | 19  | 19  | 16  | Ret | 21  | 16  | 17  | 22  | Ret | 19  | 16  | 19  | 17  | Ret | 0     |
| 34   | Takuma Matsuyama   | Honda     |     |     |     |     | Ret | 22  | 18  |     | 25  |     |     |     |     |     |     |     |     |     | 0     |
| 35   | Matteo Bertelle    | KTM       |     |     |     |     |     |     |     |     |     |     |     |     |     | 18  |     |     |     |     | 0     |
| 36   | Mario Aji          | Honda     |     |     |     |     |     |     |     |     |     |     |     |     |     |     |     | 21  |     |     | 0     |
| 37   | David Salvador     | Honda     |     |     |     |     |     |     |     |     |     | Ret | 21  |     |     |     |     |     |     |     | 0     |
| 38   | David Alonso       | Gas Gas   |     |     |     |     |     |     |     |     |     |     |     |     |     |     |     | 22  |     |     | 0     |
|      | José Antonio Rueda | Honda     |     |     |     |     |     |     |     |     |     |     |     |     |     |     |     |     |     | Ret | 0     |
| Pos. | Piloto             | Moto      | QAT | DOH | POR | ESP | FRA | ITA | CAT | GER | NED | EST | AUT | GBR | ARA | SMR | AME | ERO | ALG | VAL | Ptos. |

| Color          | Resultado                                                               |
| -------------- | ----------------------------------------------------------------------- |
| Oro            | Ganador                                                                 |
| Plata          | 2.ª plaza                                                               |
| Bronce         | 3.ª plaza                                                               |
| Verde          | Finalizó en los puntos                                                  |
| Azul           | Finalizó sin puntos                                                     |
| Azul           | NC - No clasificado                                                     |
| Violeta        | Ret - No terminó (Carrera)                                              |
| Rojo           | DNQ - No se clasificó                                                   |
| Negro          | DSQ - Descalificado                                                     |
| Blanco         | DNS - No empezó (carrera)                                               |
| Blanco         | WD - Retirado (fin de semana)                                           |
| Blanco         | C - Carrera cancelada                                                   |
| Sin color      | DNP - Inscrito pero no participó                                        |
| Sin color      | INJ - Lesionado                                                         |
| Sin color      | EX - Excluido                                                           |
| Estado         | Resultado                                                               |
| Negrita        | Pole position                                                           |
| Cursiva        | Vuelta rápida                                                           |
| †              | Abandona, pero clasifica al completar el porcentaje requerido para ello |
| Leyenda piloto |                                                                         |
| Color          | Significado                                                             |
|                | Piloto novato                                                           |

### Campeonato de Constructores
| Pos. | Constructor | QAT | DOH | POR | ESP | FRA | ITA | CAT | GER | NED | EST | AUT | GBR | ARA | SMR | AME | ERO | ALG | VAL | Ptos. |
| ---- | ----------- | --- | --- | --- | --- | --- | --- | --- | --- | --- | --- | --- | --- | --- | --- | --- | --- | --- | --- | ----- |
| 1    | KTM         | 1   | 1   | 1   | 1   | 3   | 2   | 3   | 1   | 4   | 1   | 2   | 2   | 2   | 2   | 4   | 2   | 1   | 3   | 369   |
| 2    | Honda       | 3   | 2   | 2   | 3   | 2   | 1   | 2   | 3   | 1   | 6   | 3   | 3   | 1   | 1   | 2   | 1   | 2   | 1   | 360   |
| 3    | GasGas      | 4   | 6   | 8   | 11  | 1   | 9   | 1   | 7   | 2   | 2   | 1   | 4   | 4   | 4   | 1   | 12  | 5   | 2   | 266   |
| 3    | Husqvarna   | 11  | 10  | 7   | 2   | 6   | 6   | 11  | 13  | 3   | 3   | 5   | 1   | 12  | 20  | 12  | 7   | 7   | 12  | 166   |
| Pos. | Constructor | QAT | DOH | POR | ESP | FRA | ITA | CAT | GER | NED | EST | AUT | GBR | ARA | SMR | AME | ERO | ALG | VAL | Ptos. |

### Campeonato de Equipos
| Pos | Equipo                               | N.º Moto | QAT | DOH | POR | ESP | FRA | ITA | CAT | GER | NED | EST | AUT | GBR | ARA | SMR | AME | ERO | ALG | VAL | Pts |
| --- | ------------------------------------ | -------- | --- | --- | --- | --- | --- | --- | --- | --- | --- | --- | --- | --- | --- | --- | --- | --- | --- | --- | --- |
| 1   | Red Bull KTM Ajo                     | 5        | 1   | 9   | 9   | 21  | Ret | 2   | 4   | Ret | 20  | 4   | 6   | 6   | 10  | 5   | 4   | 2   | 19  | 3   | 430 |
| 1   | Red Bull KTM Ajo                     | 37       | 2   | 1   | 1   | 1   | 8   | 8   | 7   | 1   | 4   | 1   | 4   | 11  | Ret | 7   | 8   | 3   | 1   | Ret | 430 |
| 2   | Valresa GasGas Aspar Team            | 11       | 4   | 23  | 8   | 13  | 1   | 9   | 1   | 7   | 2   | 2   | 1   | 16  | 18  | 4   | DNS |     | Ret | 2   | 313 |
| 2   | Valresa GasGas Aspar Team            | 28       | 7   | 6   | 24  | 11  | 14  | 17  | Ret | 10  | 12  | 14  | 8   | 4   | 4   | 12  | 1   | 12  | 5   | 7   | 313 |
| 2   | Valresa GasGas Aspar Team            | 80       |     |     |     |     |     |     |     |     |     |     |     |     |     |     |     | 22  |     |     | 313 |
| 3   | Leopard Racing                       | 7        | Ret | 17  | 2   | Ret | 18  | 1   | Ret | 3   | 1   | 22  | 3   | 3   | 1   | 1   | 2   | 1   | Ret | 13  | 288 |
| 3   | Leopard Racing                       | 43       | Ret | Ret | Ret | 9   | 7   | 16  | Ret | 9   | 9   | DNS |     | 18  | Ret | Ret | 14  | 9   | 8   | 1   | 288 |
| 4   | Red Bull KTM Tech 3                  | 53       | 20  | 18  | 15  | 20  | 9   | Ret | 3   | 16  | 15  | 21  | 2   | 8   | 2   | 21  | 5   |     |     | 5   | 218 |
| 4   | Red Bull KTM Tech 3                  | 71       | Ret | 7   | 4   | 5   | 5   | 4   | Ret |     |     | 5   | Ret | 13  | 3   | 10  | 13  | 8   | 6   | 10  | 218 |
| 4   | Red Bull KTM Tech 3                  | 80       |     |     |     |     |     |     |     |     |     |     |     |     |     |     |     | 20  | 13  |     | 218 |
| 5   | Petronas Sprinta Racing              | 17       | Ret | Ret | 23  | Ret | 4   | 7   | Ret | 11  | 6   | 13  | 7   | 12  |     | 13  | 3   | Ret | Ret | 11  | 216 |
| 5   | Petronas Sprinta Racing              | 40       | 3   | 2   | 20  | 22  | 20  | 5   | 5   | 14  | 7   | 6   | 9   | 7   | 7   | 6   | 7   | 4   | DSQ | Ret | 216 |
| 5   | Petronas Sprinta Racing              | 63       |     |     |     |     |     |     |     |     |     |     |     |     | 13  |     |     |     |     |     | 216 |
| 6   | Avintia Esponsorama Moto3            | 22       |     |     |     |     |     |     | 13  | 12  | 16  |     | 23  |     |     |     |     |     |     |     | 199 |
| 6   | Avintia Esponsorama Moto3            | 23       | 6   | 3   | 6   | 8   | Ret | 13  | 8   | 6   | 14  | DNS |     | 2   | 5   | 2   | 15  | 6   | 3   | 9   | 199 |
| 6   | Avintia Esponsorama Moto3            | 99       | 12  | 21  | 17  | 6   | Ret | Ret |     |     |     | DNS | 16  | 10  | Ret | 8   | 18  | Ret | 12  | 8   | 199 |
| 7   | Sterilgarda Max Racing Team          | 31       | 17  | Ret | Ret | 24  | 6   | Ret | Ret | Ret | Ret | 10  | Ret | 19  | 12  | 20  | 21  | 13  | 11  | 14  | 190 |
| 7   | Sterilgarda Max Racing Team          | 55       | 11  | 10  | 7   | 2   | 10  | 6   | 11  | 13  | 3   | 3   | 5   | 1   | 14  | Ret | 12  | 7   | 7   | 12  | 190 |
| 8   | Rivacold Snipers Team                | 12       | 13  | Ret | 13  | 12  | 2   | 11  | Ret | Ret |     |     |     |     |     |     |     |     |     |     | 146 |
| 8   | Rivacold Snipers Team                | 16       | Ret | 4   | 3   | 4   | 11  | Ret | Ret | 5   | Ret | 17  | Ret | Ret | 6   | 3   | 10  | Ret | 2   | 18  | 146 |
| 8   | Rivacold Snipers Team                | 38       |     |     |     |     |     |     |     |     |     | Ret | 21  |     |     |     |     |     |     |     | 146 |
| 8   | Rivacold Snipers Team                | 67       |     |     |     |     |     |     |     |     | 19  |     |     | 20  | 21  | 23  | 19  | 16  | 15  | Ret | 146 |
| 9   | Indonesian Racing Team Gresini Moto3 | 2        | 5   | 13  | 5   | Ret | Ret | 3   | 6   | Ret | 8   | 20  | 20  | 15  | Ret | DNS |     |     | DNS |     | 146 |
| 9   | Indonesian Racing Team Gresini Moto3 | 52       | Ret | Ret | 14  | 3   | 22  | 15  | 2   | 4   | 10  | 18  | 14  | 21  | Ret | 16  | 6   | 14  | 4   | 15  | 146 |
| 9   | Indonesian Racing Team Gresini Moto3 | 95       |     |     |     |     |     |     |     |     |     |     |     |     |     |     |     |     |     | Ret | 146 |
| 10  | CarXpert Prüstel GP                  | 6        | 14  | 8   | 10  | 10  | 12  | DNS | 14  | 18  | 17  | 7   | DNS | 23  | 11  | 17  | 22  | 11  | 21  | 19  | 110 |
| 10  | CarXpert Prüstel GP                  | 12       |     |     |     |     |     |     |     |     |     | 11  | 12  | 14  | Ret | Ret | Ret | 10  | 10  | 4   | 110 |
| 10  | CarXpert Prüstel GP                  | 50       | 10  | 11  | 12  | 7   | 13  | DNS |     |     |     |     |     |     |     |     |     |     |     |     | 110 |
| 11  | BOE Owlride                          | 54       | Ret | 19  | 19  | 17  | 3   | 18  | DNS | Ret | 18  | 23  | 19  | 9   | 15  | 11  | 20  | Ret | 18  | 16  | 92  |
| 11  | BOE Owlride                          | 82       | 18  | 16  | 11  | 15  | 17  | 14  | 10  | Ret | 11  | 19  | 13  | 17  | 8   | 9   | 11  | 5   | 16  | 6   | 92  |
| 12  | CIP Green Power                      | 27       | 9   | 5   | NC  | 16  | 21  | 12  | 9   | 2   | 13  | 12  | 10  | Ret | 16  | 14  | 23  | 17  | NC  | 17  | 77  |
| 12  | CIP Green Power                      | 66       |     |     |     |     |     |     |     | 17  | 22  |     |     |     |     |     |     |     | 14  | Ret | 77  |
| 12  | CIP Green Power                      | 73       | 15  | 14  | 21  | 19  | 16  | Ret |     |     |     | 9   | 22  | 25  | 19  | 22  | 17  | 18  |     |     | 77  |
| 12  | CIP Green Power                      | 96       |     |     |     |     |     |     | 15  |     |     |     |     |     |     |     |     |     |     |     | 77  |
| 13  | SIC58 Squadra Corse                  | 20       | 19  | 20  | 22  | 23  | 19  | 19  | 16  | Ret | 21  | 16  | 17  | 22  | Ret | 19  | 16  | 19  | 17  | Ret | 76  |
| 13  | SIC58 Squadra Corse                  | 24       | 8   | 12  | Ret | Ret | Ret | 10  | Ret | 8   | 5   | 15  | 11  | 5   | 9   | 15  | 9   | Ret | 9   | Ret | 76  |
| 14  | Honda Team Asia                      | 19       | 21  | 22  | 18  | 18  | 15  | 21  | 17  | 15  | 24  | Ret | 15  |     | 20  | 24  | 24  | 15  | 22  | DNS | 19  |
| 14  | Honda Team Asia                      | 32       |     |     |     |     |     | 22  |     |     |     |     |     |     |     |     |     |     |     |     | 19  |
| 14  | Honda Team Asia                      | 92       | 16  | 15  | 16  | 14  | DNS |     | 12  | Ret | 23  | 8   | 18  | 24  | 17  | EX  | 25  | Ret | 20  | Ret | 19  |
| Pos | Equipo                               | N.º Moto | QAT | DOH | POR | ESP | FRA | ITA | CAT | GER | NED | EST | AUT | GBR | ARA | SMR | AME | ERO | ALG | VAL | Pts |